# Богданов, Сергей Михайлович (агроном)
Серге́й Миха́йлович Богда́нов (31 января 1859, Киев — 1920, Одесса) — русский агроном и политик, ординарный профессор Киевского университета, член Государственной думы 3-го и 4-го созывов от Киевской губернии.

## Биография
Потомственный дворянин Киевской губернии. Отец -  ключарь киевского Софийского собора профессор Киевской семинарии священник Михаил Мартынович Богданов. Мать - дочь коллежского секретаря Мария Павловна (урожд. Рушковская). Землевладелец Радомысльского уезда (приобретенные 302 десятины), домовладелец Киева.
Окончил 1-ю Киевскую гимназию и естественное отделение физико-математического факультета Киевского университета (1882). На третьем курсе написал работу, за которую был удостоен золотой медали. По окончании университета был командирован за границу для подготовки к занятию кафедры агрономии.
В 1884 году получил степень магистра сельского хозяйства от Петровской сельскохозяйственной академии. В следующем году был назначен приват-доцентом по кафедре агрономии Киевского университета. В 1888 получил степень магистра агрономии от Киевского университета за диссертацию «Потребность прорастающих семян в воде», а в 1890 — степень доктора агрономии от Харьковского университета за диссертацию «Отношение прорастающих семян к почвенной воде». В том же году был назначен экстраординарным, а затем ординарным профессором по кафедре агрономии Киевского университета. В 1889 году устроил при университете агрономическую лабораторию. В 1899 в своём имении на хуторе Богдановка Радомысльского уезда устроил практическое хозяйство на песчаной почве, где с помощью улучшения почвы стремился вести выгодное сельскохозяйственное производство.
Публиковал статьи и переводы в сельскохозяйственных журналах («Земледелие», «Земледельческая газета», «Сельское хозяйство и Лесоводство», «Хозяин», «Записки Императорского общества сельского хозяйства Южной России»), а также отдельные труды по агрономии и сельскому хозяйству. В течение нескольких лет редактировал журнал киевского общества сельского хозяйства «Земледелие», был почетным членом Киевского общества сельского хозяйства.
Занимался общественной деятельностью: избирался гласным Радомысльского уездного и Киевского губернского земств, почетным мировым судьей Радомысльского уезда, гласным Киевской городской думы. Состоял членом Киевского губернского комитета по делам земского хозяйства, членом-сотрудником Ученого комитета Главного управления землеустройства и земледелия. В 1908 году стал одним из основателей Киевского клуба русских националистов, публиковался в консервативных газетах «Киевлянин» и «Киевское слово». Входил во Всероссийский национальный союз, был одним из идеологов партии по аграрному вопросу.
В 1907 году был избран членом III Государственной думы от Киевской губернии. Входил во фракцию умеренно-правых, с 3-й сессии — в русскую национальную фракцию. Был членом Совета русской национальной фракции. Состоял товарищем председателя земельной и по народному образованию комиссий, председателем сельскохозяйственной комиссии, а также членом бюджетной комиссии.
В 1912 году был переизбран членом Государственной думы от Киевской губернии. Входил во фракцию русских националистов и умеренно-правых (ФНУП), после её раскола в августе 1915 — в группу сторонников П. Н. Балашова. Состоял докладчиком бюджетной и по народному образованию комиссий, а также членом комиссий: бюджетной, по народному образованию и сельскохозяйственной.
Входил в Совет министра земледелия, после Февральской революции был уволен от должности. В 1920 году состоял профессором агрономического факультета Таврического университета.
Умер от тифа в 1920 году в Одессе. Жена - Мария Петровна (Григорович-Барская). Две дочери: Александра (?) и Ольга (23.1.1907, Киев). Брат - надворный советник Виктор Михайлович Богданов. Сестра Варвара Михайловна - жена профессора Афиногена Яковлевича Антоновича.

## Награды
- Орден Святой Анны 2-й ст. (1902)
- Орден Святого Владимира 3-й ст. (1912)
- Орден Святого Станислава 1-й ст. (1914)

- Медаль «В память царствования императора Александра III»
- Медаль «В память 300-летия царствования дома Романовых» (1913)

## Сочинения
- Пшеницы Юго-Западного края (1890)
- Иллюстрированный сельскохозяйственный словарь: энциклопедия сельского хозяйства (Вып. 1—12. — Киев : тип. П. Барского, 1891—1893. — 1446 с.)
- Плодородие почвы вообще и русских почв в частности (1897)
- Второй отчет о работах по изучению плодородия почв (1898)
- Третий отчет о работах по изучению плодородия почв (1900)
- Возделывание картофеля. По данным науки и практики (1903)
- Плодородие почвы по новейшим данным (1903—1905)
- Обзор успехов сельского хозяйства